# كلاتة حمام (علي جمال)
كلاتة حمام (بالفارسية: کلاته حمام) هي مستوطنة تقع في إيران في قسم علي جمال الريفي.